# William Ormond Mitchell
William Ormond Mitchell (ur. 13 marca 1914 w Weyburn, zm. 25 lutego 1998 w Calgary) – kanadyjski powieściopisarz.

## Życiorys
Dzieciństwo spędził w Weyburn, w wieku 12 lat przeniósł się na Florydę, by leczyć gruźlicę, wrócił do Kanady w 1931. Studiował na University of Manitoba i na Uniwersytecie Alberty, później pracował jako wykładowca, następnie osiedlił się w High River w Albercie. Po 1968 wykładał na Uniwersytecie w Calgary i (1978-1987) University of Windsor. W 1947 opublikował powieść Who Has Seen the Wind, w której ukazał życie prerii z perspektywy małego chłopca, tworząc liryczną wizję zachodniej Kanady (wydanie polskie Kto widział wiatr, 2008, w tłumaczeniu Niny Krygier-Michalak). Napisał także powieści The Kite (1962), The Vanishing Point (1973), How I Spent My Summer Holidays (1981) i Roses Are Difficult Here, ponadto scenariusze do seriali telewizyjnych i słuchowisk radiowych. W 1973 otrzymał Order Kanady.